# Big Spring (Missouri)
Koordinaten: 36° 57′ 8,3″ N, 90° 59′ 38,3″ W
Die Big Spring (deutsch: Große Quelle) ist eine der ergiebigsten Karstquellen der USA.
Die Quelle befindet sich im US-Bundesstaat Missouri am Rande der Ozark Mountains. Sie liegt im Tal des Current River, ca. 4 Meilen entfernt von Van Buren (Missouri).

## Daten

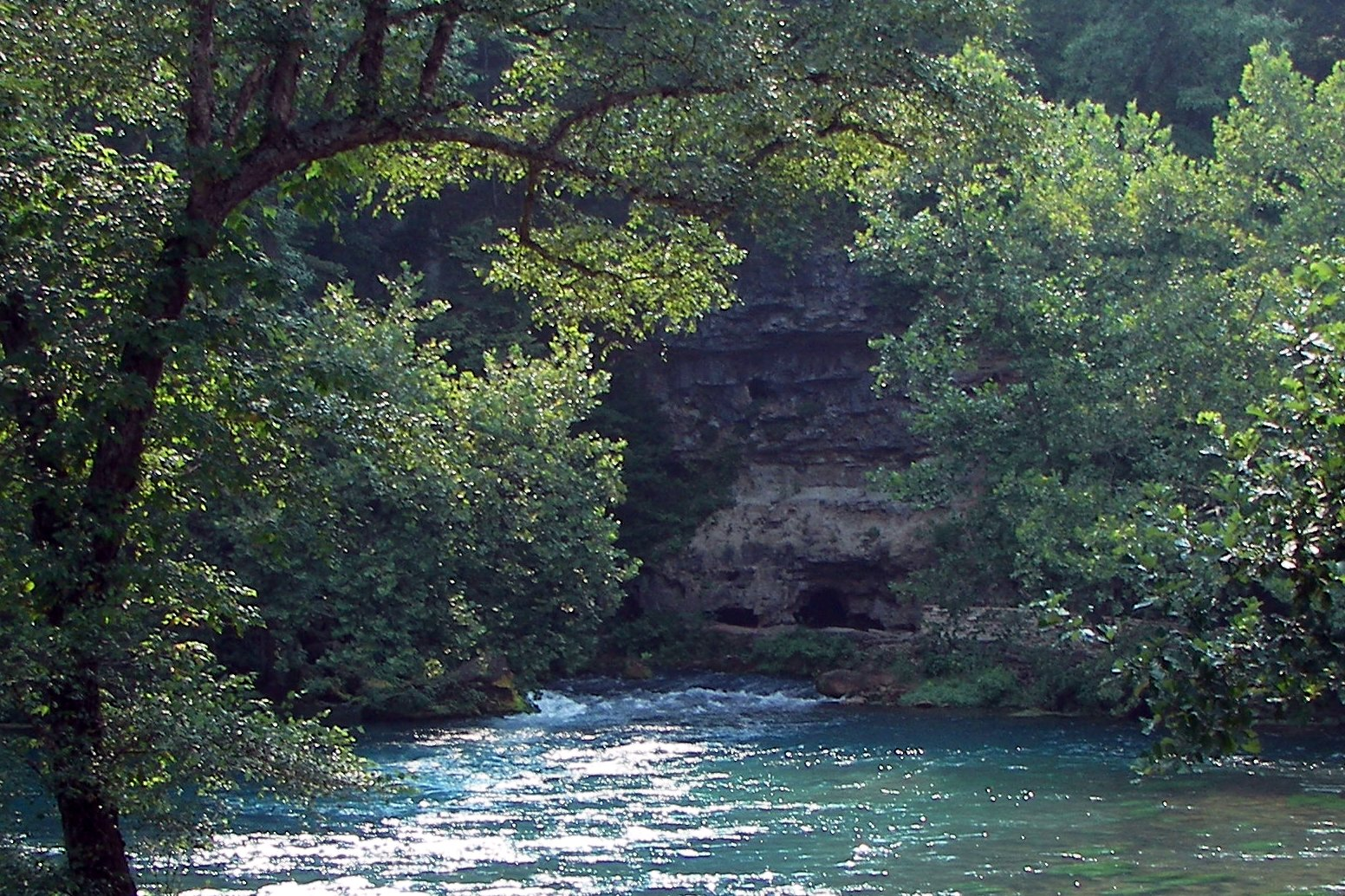
Abfluss der Quelle

Wie bei Karstquellen üblich, schwankt die Schüttung jahreszeitlich zum Teil sehr stark. So erzielt Big Spring Wassermengen von 7–57 m³ pro Sekunde. Dies ergibt einen jährlichen Durchschnitt von ca. 13 m³ oder 13.000 Litern pro Sekunde. Jedoch ist eine absolut exakte Messung der Schüttmenge, aufgrund von zurückstauendem Wasser im Mündungsbereich der Big Spring, durch den schon sehr mächtigen Current River, nicht möglich. Trotzdem übertrifft Big Spring die meisten anderen Karstquellen deutlich an Schüttung und ist noch vor Greer Spring und Mammoth Spring die mit Abstand größte Quelle der Ozarks.
Die Quelle entspringt am Fuße eines Kliffs in 131 m ü. NHN und bildet mit nur 300 Meter zwar den kürzesten, dafür jedoch nach Wassermenge den zweitgrößten Zufluss des Current River. Das Wasser verlässt den Fels mit einer Temperatur von ca. 13 °C. Im Durchschnitt werden pro Tag etwa 175 Tonnen Kalkstein in gelöster Form durch die Quelle ans Tageslicht befördert.

## Umgebung

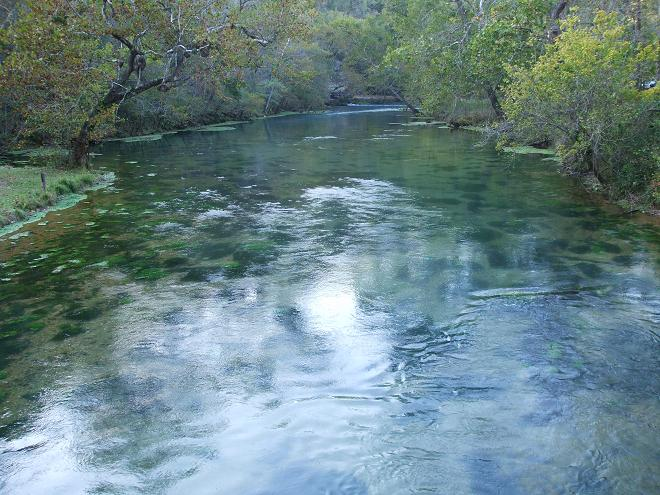
Der entspringende Bach fließt Richtung Current River

Die Quelle ist umgeben von einer parkähnlichen Anlage mit Erholungscharakter inmitten von einem der ersten State Parks in Missouri. Es befinden sich in der Anlage ein Campingplatz, ein Picknick-Bereich, das Restaurant "Big Spring Lodge" und Gebäude der Parkverwaltung. Gepflegt wird diese, wie auch die dort befindlichen Gebäude und Anlagen durch Mitarbeiter des National Park Service.